# Distretto di Gasc Superiore
Il distretto di Gasc Superiore è uno dei quattordici distretti della regione di Gasc-Barca, in Eritrea.